# Vergabekoordinierungsrichtlinie
Die Richtlinie 2004/18/EG über die Koordinierung der Verfahren zur Vergabe öffentlicher Bauaufträge, Lieferaufträge und Dienstleistungsaufträge war eine Richtlinie der Europäischen Union, die Vorgaben zum Vergaberecht innerhalb des Europäischen Wirtschaftsraumes (EWR) macht. Die Richtlinie 2004/18/EG wurde durch die Richtlinie 2014/24/EU mit Wirkung zum 18. April 2016 aufgehoben.